# DNS over TLS
是通过传输层安全协议（TLS）來加密並打包域名系统（DNS）的安全协议。此協議旨在防止中间人攻击与控制DNS数据以保护用户隐私。
RFC 7858及RFC 8310定义了DNS over TLS。
截至2018年，CloudFlare、Quad9与CleanBrowsing均向大众提供支持DNS over TLS的公共域名解析服务。2018年4月，Google宣布Android P将包含对DNS over TLS的支持。PowerDNS的DNSdist也宣布在其最新的1.3.0版本中添加了对DNS over TLS的支持。BIND用户也可以通过stunnel代理提供DNS over TLS服务。2020年6月，蘋果在WWDC大會宣布iOS 14與macOS 11新增對加密DNS的支援，包括 DNS over HTTPS（DoH）與 DNS over TLS（DoT）。

## 另请参阅
- DNS over HTTPS
- DNSCrypt